# Гестрин, Кристиан
Ларс Олоф Кристиан Гестрин (фин. Kristian Gestrin; 10 апреля 1929, Хельсинки — 7 апреля 1990, там же) — финский политический и государственный деятель, юрист,  банкир
, журналист, редактор.

## Биография
В 1946 году получил высшее юридическое образование, в 1952 году — степень бакалавра права. Был сотрудником юридической фирмы. В 1952 году — исполняющий обязанности редактора газеты Borgåbladet. Позже с 1955 по 1962 год работал журналистом в журнале Vår tidi, был главным редактором (1961—1962).
С 1956 года работал заместителем судьи. 
Занимался банковской деятельностью. В 1979 году стал генеральным директором Хельсинкского сберегательного банка.
В 1962—1969 годах представлял город Хельсинки в риксдаге от Шведской народной партии. С 1962 по 1979 года депутат Эдускунта — парламента Финляндии. 
С 1973 по 1974 год был председателем Шведской народной партии.
В 1970-е годы занимал несколько ответственных должностей в правительстве Финляндии. В 1970—1971 и 1972—1974 годах был министром обороны, министром торговли и промышленности в 1974—1975 годах, министром юстиции в 1975—1977 годах и министром образования в 1977—1978 годах. 
Известен, как принципиальный и бесстрашный политик, считался одним из немногих политиков, осмелившихся бросить вызов Урхо Кекконену.